# Лесале
Лесале (груз. ლესალე) — село в Грузії.
За даними перепису населення 2014 року в селі проживає 169 осіб.